# Димна Суміш
Димна Суміш («Дымная смесь») — украинская альтернативная группа. Группа играла смесь из рока, гранжа, хардкора, панка, психоделики и претендует на собственный стиль под названием «Дымна сумиш».
Участники группы — вегетарианцы. Они открыто высказывают свою позицию против насилия, употребления наркотиков и алкоголя, желая донести слушателям своей музыкой и текстами песен жизненные ценности.
Победители фестивалей «Червона Рута» (Украина), «Жемчужины Сезона» (Украина), «Доски» (Москва), «Woodstock» (Польша).

## История
Основанная 3 декабря 1998 года в городе Чернигове, группа 'Дымна Сумиш' сегодня является одной из лучших альтернативных групп Украины. История группы началась с выступления на «Червоной Руте — 99». После чего группа постепенно набирает обороты, выступая на фестивальных и клубных площадках Украины («Жемчужины сезона», «Чайка» и тому подобное).
Свой первый альбом, который получил название «Ти живий» («Ты живой»), «Дымна сумиш» выпустила летом 2005 года. Альбом записали просто во время живого выступления.
К записи второго альбома ребята тоже подошли нестандартно. Музыканты «Дымной Сумиши» вернулись к технологии стерео-записи, с которой начинался рок. Два часа живой игры в студии. Четыре музыканта, четыре микрофона. И как результат — максимальная честность звучания. Так записывали свои первые альбомы The Beatles. Так записала свой альбом «В Країні Ілюзій» («В стране иллюзий») «Дымна Сумиш».
Кроме обычных инструментов на пластинке можно услышать терменвокс и ситар.
15 мая 2009 года «Дымна Сумиш» выпустила свой третий альбом, который музыканты так и назвали — «Димна Суміш». Альбом был записан на одной из лучших украинских студий звукозаписи «211» Игорем Пригоровским. В роли саунд-продюсера выступил вокалист группы Саша Чемеров.
Весной 2012-го группа опубликовала открытое письмо, в котором заявила, что не готова «мириться с ситуацией в стране, когда культура на последнем месте», а господствует «политика, зомбирования, социальные эксперименты и легкий тоталитаризм».
1 апреля 2012 года на фестивале «Руйнация» во Львове команда дала свой последний концерт перед бессрочным отпуском. Хедлайнерами фестиваля была легендарная калифорнийская группа «Hed PE».
Летом 2016-го группа представила новую песню «Зламані», выход которой был приурочен к 35-летию вокалиста группы Саши Чемерова. В сентябре этого же года выпущен следующий сингл на песню «О Боже Мій».

## Состав группы
- Саша Чемеров — вокал, гитара, вировец, теремин
- Сергей Мартынов — гитара, ситар
- Игорь Гержина — бас-гитара
- Олег Федосов — ударные

## Дискография

### Студийные альбомы
- 2005 — «Ти живий» («Ты живой»)
- 2008 — «В Країні Ілюзій» («В стране иллюзий»)
- 2009 — «Димна Суміш» («Дымная Смесь»)

### «Ти живий» («Ты живой»)
Список композиций:
- «Разом» (рос. «Вместе»)
- «Певно» (рос. «Вероятно»)
- «Ти живий» (рос. «Ты живой»)
- «Протидія» (рос. «Противодействие»)
- «Герой»
- «Говінда» (рос. «Говинда»)
- «Стіна» (рос. «Стена»)
- «Жити знову» (рос. «Жить снова»)
- «Молоток»

### «В Країні Ілюзій» («В стране иллюзий»)
Список композиций:
- «В Країні Ілюзій» (рос. «В стране иллюзий»)
- «Листи» (рос. «Письма»)
- «Ні» (рос. «Нет»)
- «Школа»
- «Психоделічні Краї» (рос. «Психоделичные края»)
- «Земля-Небо»
- «Р`Н`Р»
- «Океан»
- «Вкрай Стомлений» (рос. «Уставший вусмерть»)
- «Інший Світ» (рос. «Другой мир»)
- «Сльози» рос. «Слезы»)
- «Хіппі» (рос. «Хиппи»)

### «Димна Суміш» («Дымная Смесь»)
- «Кращий Друг Самурая» (рос. «Лучший друг самурая»)
- «Танцюй Танцюй» (рос. «Танцуй Танцуй»)
- «Повмирай Зі Мною» (рос. «Поумирай со мной»)
- «Бийся За Життя» (рос."Сражайся за жизнь")
- «Кожної Весни» (рос. «Каждой весной»)
- «Все В Його Руках» (рос. «Все в Его руках»)
- «Згадуй Бійся Плач і Зви» (рос. «Вспоминай Бойся Плачь и Зови»)
- «Друг Повернись» (рос. «Друг вернись»)
- «Карма»
- «Шукай» (рос. «Ищи»)
- «Я Один»
- «На Ножах»
- «Геть» (рос. «Прочь»)
- «R’n’R» (slow)

## Клипы
На четыре песни из альбома «В Країні Ілюзій» сняты следующие клипы.
1. Первый — на песню «В Країні Ілюзій» («В стране иллюзий») — снимал режиссёр Виктор Придувалов.
2. В июне 2008 года снят клип на песню «Психоделічні Краї» (укр. «Психоделичные края»). Авторство — «Muddha studios».
3. 4 июля 2008 года «Дымна Сумиш» презентовала клип на песню «Вкрай Стомлений». Видео снято при поддержке украинского MTV, во время концерта «Дымной Сумиши» возле станции метро «Площадь Льва Толстого». Режиссёр клипа — Евгений Волков.
4. 1 сентября 2008 года состоялась премьера нового клипа на песню «Океан» (режиссёр — Алексей Голуб) на официальном сайте группы и телеканале MTV-Украина.

Клипы на песни из третьего альбома «ДС» — «Димна Суміш»:
1. В декабре 2008 года закончились съемки клипа на песню с третьего альбома группы — «Танцюй, танцюй». Премьера клипа состоялась в марте 2009 года. Режиссёр клипа — Алексей Голуб.
2. 18 апреля 2009 года состоялись съемки клипа на песню «Кожної весни». 15 мая, одновременно с появлением третьего альбома группы «Димна Суміш» в музыкальных магазинах, на телеэкраны вышла видеоверсия «Кожної весни».
3. 5-6 августа «Дымна Сумиш» снимала материал для песни «R’n’R». Режиссёр клипа — Александр Образ.
4. В конце ноября группа приступила к экранизации уже четвёртой песни с альбома «Димна Суміш» — «Кращий друг самурая» («Лучший друг самурая»).